# Coenonycha globosa
Coenonycha globosa är en skalbaggsart som beskrevs av Mcclay 1943. Coenonycha globosa ingår i släktet Coenonycha och familjen Melolonthidae. Inga underarter finns listade i Catalogue of Life.